# Yohitoh Asari
Yohitoh Asari (あさりよしとお, ASARI Yoshitoo), né le 20 novembre 1962, est un mangaka japonais connu pour ses mangas Seinen.